# 加藤雅美
加藤 雅美（かとう まみ、1987年9月7日—）是日本的歌手、藝人、女子團體SDN48的成員。東京都出身。AKS所屬。

## 来歴
- 2009年6月14日舉行的SDN48面試最終審査（合格者17名）合格、2009年8月1日起以SDN48的活動開始。
- SDN48的主流登台曲「GAGAGA」参加成員12名的選抜朝日電視台『すっぽんの女たち』節目內進行，成為第8位進入選抜。

## 人物
- 前職是百貨店販賣員。
- 雖然在百貨公司工作，但音樂劇的専門学校也通過。
- 興趣是看音樂劇和演劇的舞台。

## 参加曲

### 單曲CD選抜曲
SDN48名義
- GAGAGA
- 請給我愛

### 劇場公演小組曲
SDN48 1st Stage「誘惑的吊襪帶」公演
1. 誘惑的吊襪帶
2. 悍馬女士 ※

※大堀惠的Unit Under

## 出演

### 電視
現在的正式節目
- SDN48+10 !（2010年8月1日 - 、エンタ!371）
- すっぽんの女たち2（2011年4月6日 - 、朝日電視台）
- SDNイジリー（2011年4月9日 - 、独立UHF局）

### 舞台
- DUMP SHOW!（2011年7月16日 - 7月31日・8月10日 - 14日、サンシャイン劇場・サンケイホールブリーゼ）

## 外部連結
- SDN48公式介紹[永久]
- 加藤雅美 公式網誌（页面存档备份，存于） - GREE